# Фокин, Юрий Тенгизович
Юрий Тенгизович (Тенгисович) Фокин (укр. Юрій Тенгісович Фокін; род. 3 января 1966, Донецк) — советский и украинский футболист, защитник и полузащитник, футбольный тренер.

## Биография
Воспитанник футбольной школы донецкого «Шахтёра», первый тренер — Пётр Пономаренко. С 1983 года играл за дубль «горняков» в первенстве дублёров. В 1986 году призван в армию и выступал во второй лиге за киевский СКА, в 1987 году также сыграл два матча за дубль «Шахтёра». Затем выступал во второй лиге за «Нефтяник» (Ахтырка) и винницкую «Ниву». В ходе сезона 1989 года перешёл в «Таврию», выступавшую в первой лиге, за два с половиной сезона сыграл в её составе 90 матчей.
После распада СССР вернулся в донецкий «Шахтёр», где стал игроком основного состава. 7 марта 1992 года дебютировал в высшей лиге Украины в игре против запорожского «Металлурга», а 9 июня 1992 года в матче против «Кремня» забил свой первый гол в высшей лиге. Стал автором гола в ответном полуфинальном матче Кубка Украины 1992 года в ворота «Металлиста», однако это не помогло его команде пройти в финал. К лету 1993 года потерял место в основе команды и в первой половине сезона 1993/94 играл в составе фарм-клуба «горняков» — «Металлурге» из Константиновки. Всего за основу «Шахтёра» сыграл 42 матча (3 гола) в высшей лиге и 7 матчей (1 гол) в Кубке Украины.
В начале 1994 года перешёл в «Нефтехимик» из Кременчуга, в его составе играл во второй и первой лиге. Осеннюю часть сезона 1995/96 провёл на правах аренды в «Таврии» в высшей лиге. После короткого периода выступлений за «Шахтёр» (Макеевка) перешёл в тернопольскую «Ниву», в её составе провёл три неполных сезона в высшей лиге. В дальнейшем провёл по половине сезона в донецком «Металлурге» и «Прикарпатье», а завершил профессиональную карьеру в «Таврии».
Всего в высшей лиге Украины сыграл 172 матча и забил 8 голов.
В 2000-е годы был игроком и тренером в любительских клубах Крыма. В 2005 году стал серебряным призёром любительского чемпионата Украины с командой «Феникс-Ильичёвец», а в 2007 году работал в этом клубе главным тренером, уже во второй лиге. В 2005—2006 годах работал в системе «Таврии».
В 2008 году Президиум Верховной Рады Крыма наградил Юрия Фокина почётной грамотой за победу в чемпионате Украины 1992 года в составе «Таврии», несмотря на то, что он в том сезоне за клуб не выступал и даже принял участие в обоих матчах против «Таврии» в составе «Шахтёра».